# Ocean Dream
El Ocean Dream (antes conocido como MS Tropicale, Costa Tropical y Pacific Star) fue un barco de crucero, construido en 1981. El barco comenzó a navegar por Carnival Cruise Lines como MS Tropicale en 1982. El Tropicale fue el primer barco de Carnival de nueva construcción y operaba principalmente en el Caribe.
El buque pasó a ser propiedad de la compañía italiana Costa Cruceros, en julio de 2001 y cambió el nombre por Costa Tropicale. Se retiró del servicio de la compañía en 2005.
En diciembre de 2005, entró a servicio de la compañía P&O Cruises Australia con el nombre de Pacific Star.
En marzo de 2008, P & O Cruises Australia vendió el Pacific Star a la compañía española Pullmantur Cruises, siendo reformado, navegó con el nombre Ocean Dream. Fue desguazado en 2021 en Alang, India.

## Historia
El buque fue construido para Carnival Cruise Lines por los astilleros daneses Aalborg Vaerft, en 1982. A medida que la empresa se expandió y adquirió barcos más grandes, la compañía decidió que el Tropicale sería su "nave de pruebas" para nuevos cruceros, y como tal, fue el primero en realizar nuevos itinerarios como San Juan, Nueva Orleans, Alaska, y Tampa. En 1985 el barco apareció en un episodio de "El Equipo A" llamado "Día del Juicio Final (parte 2)".
En septiembre de 1999, la sala de máquinas se incendió en ruta de Cozumel a Tampa, en el Golfo de México, el barco fue golpeado por la tormenta tropical Harvey. Nadie resultó herido durante los dos días que el barco pasó a la deriva sin propulsión.
El buque de 2001 y 2002 es remodelado en Génova. cambiando el nombre por Costa Tropical sirviendo a Costa Cruceros hasta 2005, cuando se sustituyó por buques de crucero más grandes y más modernos.
Pasa a manos de P&O Cruises Australia, sometido nuevamente a una importante reforma en Palermo, y pasó a llamarse Pacific Star.
En 2008, el Pacific Star fue vendido a Pullmantur Cruises y renombrado Ocean Dream después de una reforma en Singapur.
En junio de 2009, un brote de gripe porcina se produjo en el Ocean Dream durante un crucero por el Caribe. El barco atracó en la Isla de Margarita, en Venezuela para permitir a sus pasajeros venezolanos desembarcar, antes de viajar a Aruba, donde el resto de los pasajeros pudieron abandonar la nave. Un informe anterior había sugerido que el barco había sido puesto en cuarentena, sin embargo, los propietarios del barco de Pullmantur negaron que éste fuera el caso.
El Ocean Dream siguió operando para la compañía española, entre los años 2010 y 2012 realizó diversos cruceros en México bajo el nombre de Pacífico Mexicano visitando los puertos de Acapulco, Manzanillo, Puerto  Vallarta y Los Cabos. Desde 2012 el buque es parte de la organización japonesa Peace Boat, que aún lo mantuvo operativo realizando vueltas al mundo hasta 2019. Finalmente el 31 de diciembre de 2020 fue trasladado a Alang, India para su proceso de desguace poniéndole fin a 39 años de servicio.